# Campo di concentramento di Klooga

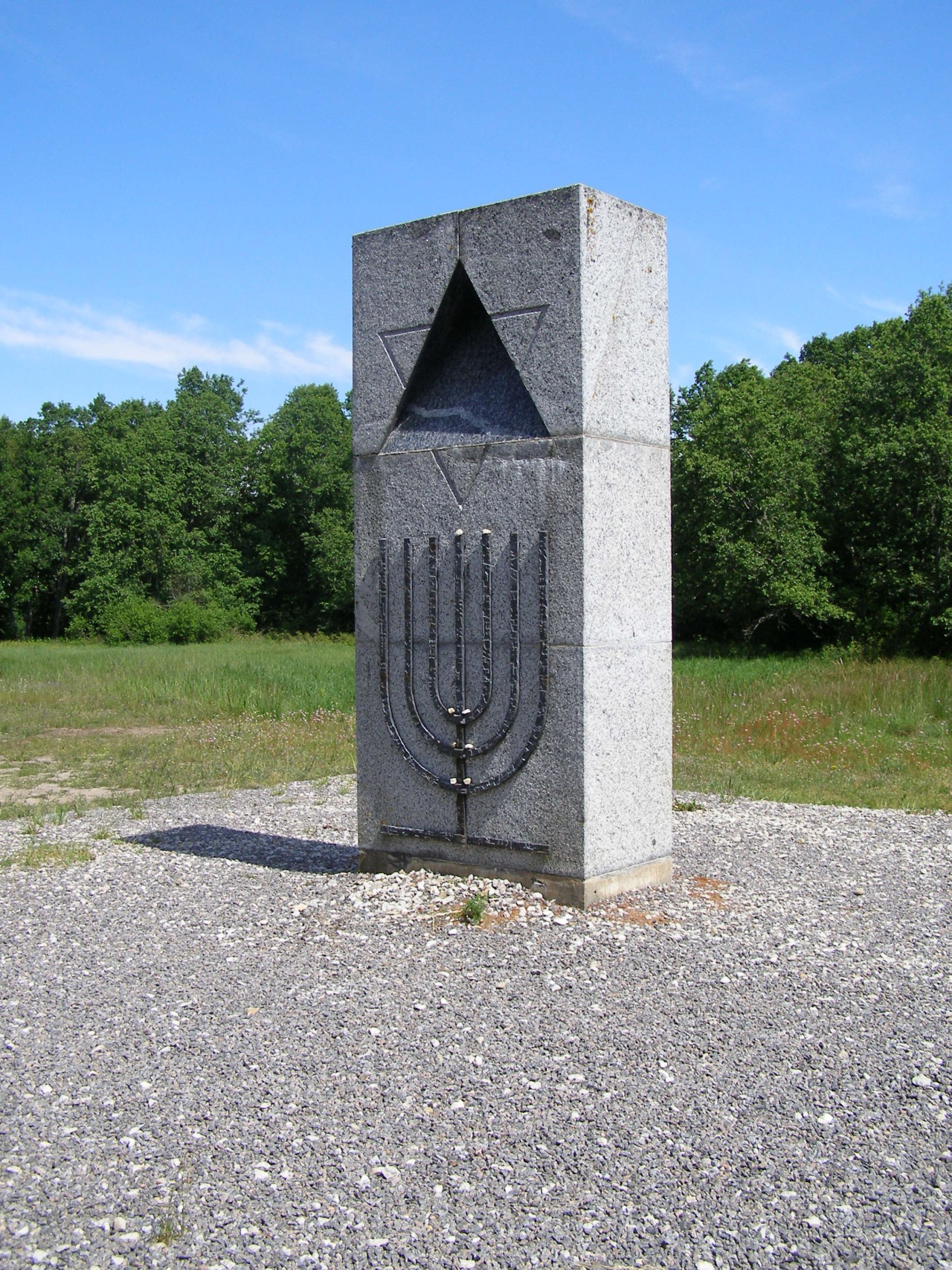
Il cippo in marmo a ricordo dell'Olocausto: è stato inaugurato a Klooga nel 1994.

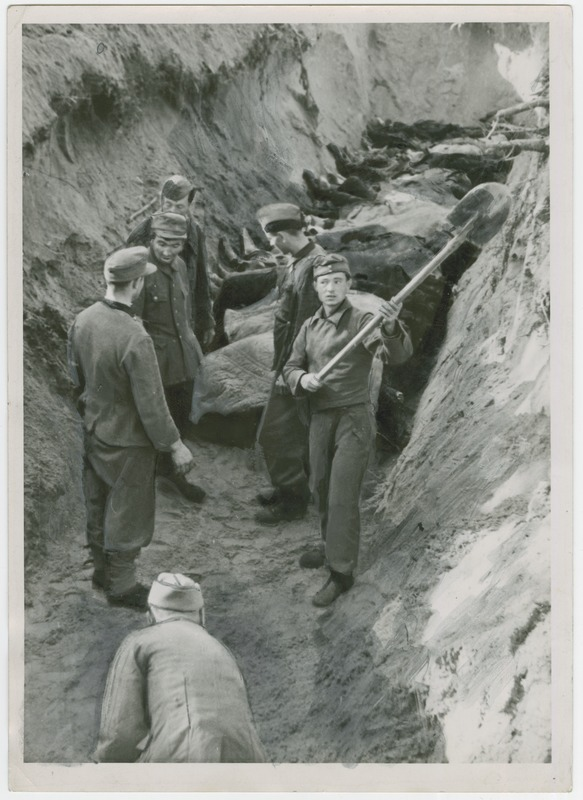
Prigionieri di guerra tedeschi seppelliscono i morti del campo di concentramento di Klooga in Estonia, 1944.

Il campo di concentramento di Klooga era un lager nazista, situato in Estonia, in un sobborgo del comune rurale di Keila, nella contea di Harjumaa. Aperto nell'estate del 1943, fu chiuso il 28 settembre 1944. Era un sottocampo del campo di concentramento di Vaivara, nella (contea di Ida-Virumaa).
In questo campo fu uccisa gran parte dei 2 400 reclusi rimasti al suo interno dopo l'evacuazione avvenuta fra il luglio e l'agosto 1944.

## Il campo
Durante il periodo dell'occupazione nazista, l'Estonia faceva parte del Reichskommissariat Ostland, un'amministrazione civile tedesca che governava i Paesi Baltici e la Bielorussia occidentale.
Klooga giunse a contenere fino a 3000 prigionieri fra maschi e femmine, in maggioranza ebrei deportati fra l'agosto ed il settembre 1943 dai ghetti di Kaunas e Vilnius, in Lituania, e Salaspils in Lettonia; alcuni dei detenuti erano originari dell'Estonia, della Russia e della Romania. I prigionieri politici, criminali comuni, omosessuali e soldati sovietici prigionieri di guerra internati in questo campo furono solo una minima parte, in tutto un centinaio.
Il campo era circondato da reticolati attraversati da corrente elettrica ad alta tensione e gli uomini e le donne che vi erano internati erano tenuti in due blocchi separati vigilati da guardie SS tedesche e agenti del 287º Battaglione della polizia estone. I prigionieri erano impiegati in lavori forzati di manovalanza e muratura (come la creazione di mattoni e cemento) e in coltivazioni agricole.
Le condizioni di vita nel campo erano estremamente dure. Nel volgere di pochi mesi un gruppo di settantacinque prigionieri tentò di organizzare un'azione di resistenza, resa vana tuttavia dai frequenti e ravvicinati trasferimenti di deportati sia internamente all'Estonia sia in campi situati in altri territori occupati dai nazisti.

## L'evacuazione
Quando l'armata sovietica iniziò la sua avanzata attraverso i territori estoni occupati fra il luglio e l'agosto del 1944, le SS iniziarono a evacuare il campo. Molti prigionieri furono inviati in occidente via mare al campo di concentramento di Stutthof, presso Danzica, in quello di Świebodzice (all'epoca territorio tedesco, oggi in Polonia).
Dal 19 al 23 settembre le guardie rimaste al campo iniziarono una sistematica eliminazione dei reclusi ancora nel campo. Si calcolano approssimativamente che circa duemila detenuti siano stati uccisi con pistole e mitra e i corpi inceneriti su pire improvvisate. Il 28 settembre, quando le truppe sovietiche raggiunsero il campo di Klooga, i sopravvissuti al massacro dei 2 400 detenuti rimasti dopo l'evacuazione erano soltanto ottantacinque: molti di essi, impauriti ed affamati, avevano trovato riparo nella vicina foresta. I soldati sovietici trovarono numerose pire colme di cadaveri già preparate ma non ancora incendiate ed evidentemente abbandonate in tutta fretta.
Lo SS-Hauptsturmführer Hans Aumeier, comandante dei campi di tutta l'Estonia, aveva prestato già servizio ad Auschwitz, a Dachau e a Buchenwald. Fu catturato, processato per crimini contro l'umanità, condannato a morte e giustiziato a Cracovia il 22 dicembre 1947.

## Memoriale
Il 1º settembre 1994, è stato eretto un cippo in marmo grigio in memoria degli ebrei uccisi nella seconda guerra mondiale, sul luogo dove sorse il campo di concentramento, per iniziativa della Jewish Cultural Society e con il patrocinio del governo estone.
Nel maggio 2005, il Primo ministro Andrus Ansip in occasione di una visita a Klooga ha pronunciato un discorso di condanna dell'Olocausto e di solidarietà verso le vittime rammaricandosi che alcuni cittadini estoni si siano resi colpevoli di complicità in crimini di guerra durante la seconda guerra mondiale.
Nel luglio dello stesso anno il monumento di Klooga è stato visitato dal presidente estone Arnold Rüütel, dall'ambasciatore di Israele Shemi Zur e da alcuni sopravvissuti all'Olocausto. Analoga visita ha compiuto, sempre nel 2005, il presidente di Israele Moshe Katsav nel corso dei viaggi diplomatici nei paesi baltici.